# Château de Mallin
Le château de Mallin (Herrenhaus Mallin) est un château allemand situé à Mallin dans l'arrondissement du Plateau des lacs mecklembourgeois et construit en style historiciste.

## Historique

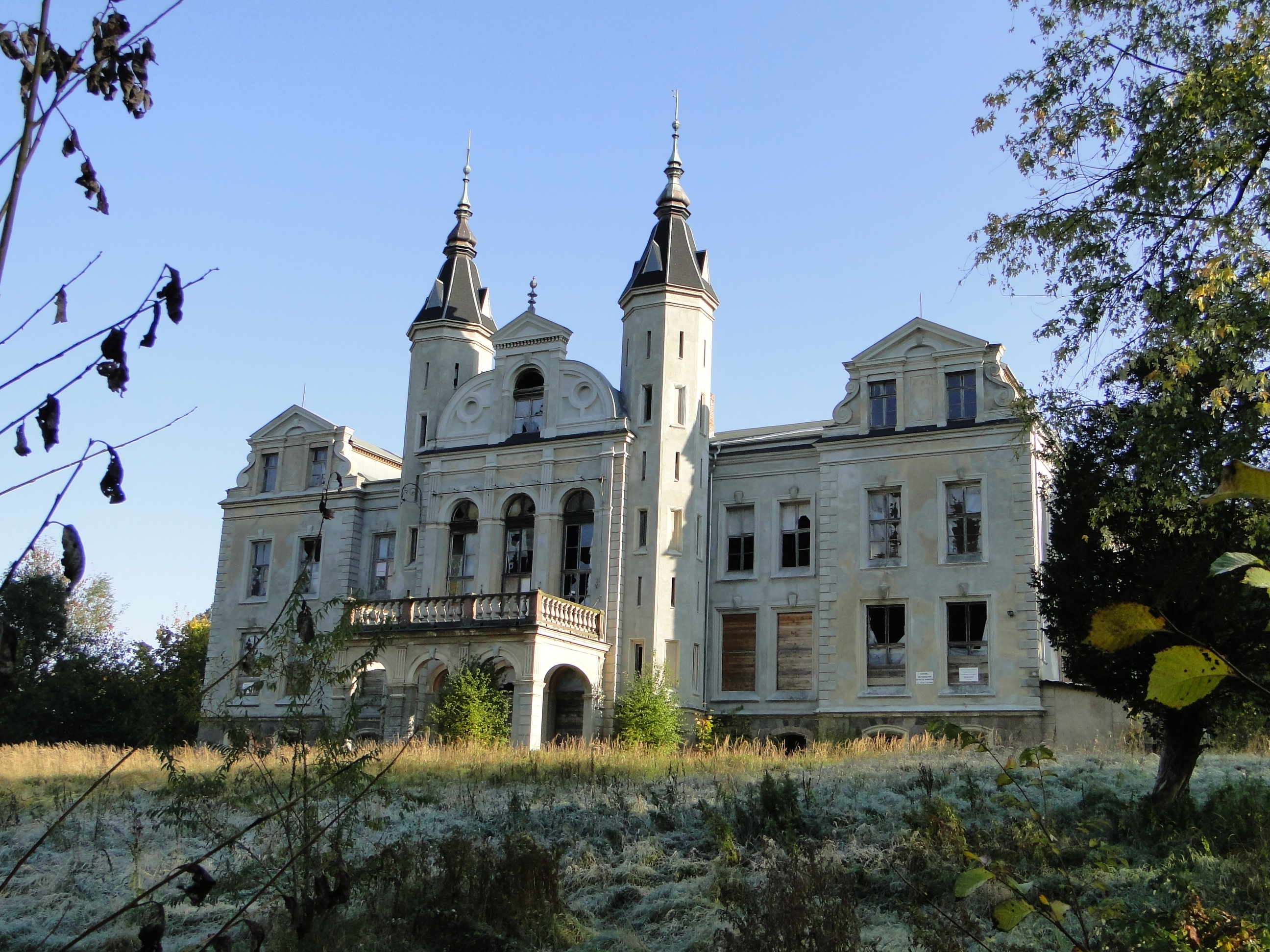
Vue du château en hiver

Le château de Mallin a été construit pour le baron Karl Ludwig von Hauff en 1870-1871. Son domaine seigneurial était du XVe siècle à 1857 en possession de la puissante famille von Maltzahn. Il a été vendu cette année-là à la famille Schröder et en 1869 au baron von Hauff. Les derniers propriétaires sont expulsés en 1945 à cause des lois de nationalisation de la propriété foncière. Il est divisé en appartements à l'époque de la république démocratique allemande, avec jardin d'enfants, école d'art et hôtel-restaurant communal, tandis que l'ancienne salle de bal sert de salle de fêtes communales.
La commune ne peut plus l'entretenir après la réunification et le château est abandonné en 1991. Une première restauration extérieure intervient en 2007.
Le corps de logis rectangulaire est à deux étages avec un avant-corps flanqué de tourelles de style Renaissance surmontées de flèches. Deux petits avant-corps flanquent de chaque côté les ailes du château, coiffé chacun d'un fronton triangulaire. Une loggia à trois arcs de style florentin donne sur une grande terrasse soutenue par un portique qui cache l'entrée d'honneur.
Le château est entouré d'un grand parc paysager, avec un étang devant la façade.

## Source
- (de) Cet article est partiellement ou en totalité issu de l’article de Wikipédia en allemand intitulé « Herrenhaus Mallin » (voir la liste des auteurs).